# 漢氏棘茄魚
漢氏棘茄魚，為輻鰭魚綱鮟鱇目棘茄魚亞目棘茄魚科的其中一種，分布於印度洋海域，屬深海底棲性魚類，棲息深度200-250公尺，體長可達13公分，棲息在底層水域，生活習性不明。

## 扩展阅读
維基物種上的相關：漢氏棘茄魚